# Ruth Lorenzo
Ruth Lorenzo nasceu em 10 de novembro de 1982 em Múrcia, região pertencente a Espanha. Ela é conhecida por sua participação na competição britânica The X Factor em 2008 e como o compositor de vários hits Dannii Minogue, ou de grupo Auryn. Ela é  a representante da Espanha no Festival Eurovisão da Canção 2014. Já está automaticamente na final porque pertence aos BIG 5, e participou com a musica Dancing In the Rain. A cantora causou muita polémica com o Reino Unido, pois muitos sites diziam que a cantora iria representar o Reino Unido, a cantora participou com outros 4 concorrentes no Mira quién va a Eurovisión, no juri a cantora devia ter ficado em 2º Lugar, mas a votação do público ditou a sua vitória.

## Primeiros Anos
Ruth Lorenzo nasceu em 10 de novembro de 1982, em Murcia. Uma vez que muito pouco foi muito atraídos para o mundo da música. Quando ouviu pela primeira vez, o musical Annie, ela disse que gostaria de cantar aquelas canções em Inglês, apesar de não saber o que dizer. Quando ele tinha seis anos, descobriu o mundo da ópera para ouvir Montserrat Caballé. Na idade de 12 anos, tem que mudar para os Estados Unidos com sua família, este será seu primeiro contato com a música na escola. Diante da insistência de seus professores começam a frequentar audições para papéis em musicais e começa a participar de O Fantasma da Ópera e My Fair Lady. Aos 16, ele voltou para a Espanha e começar a receber aulas de canto, mas em breve terá que deixar devido a problemas financeiros de sua família. Aos 19 anos, ele fundou uma banda de rock com o qual excursionou Espanha por três anos e, em seguida, começou a sua carreira a solo. Em 2002 foi apresentado para as audições para participar da segunda edição do Operación Triunfo (similar a American Idol), mas foi rejeitada. Depois disso, assinou um contrato com a Polaris World, para atuar nos verões, bem como a trabalhar como relações públicas.
Ela é a representante da Espanha no Festival Eurovisão da Canção 2014. Já está automaticamente na final porque pertence aos BIG 5, a canção chama-se "Dancing In the Rain", a cantora participou com outros 4 concorrentes no Mira quién va a Eurovisión, no juri a cantora devia ter ficado em 2º Lugar mas com a votação do público ditou a vitória.

## Factor X
Ruth Lorenzo participou no Factor X e alcançou o 5ºLugar.

### Performances noFactor X
| Semana                  | Canção                             | Tema                                      | Resultado              |
| ----------------------- | ---------------------------------- | ----------------------------------------- | ---------------------- |
| Semana 1                | "Take My Breath Away"              | Number one songs in UK and US             | Salva                  |
| Semana 2                | "I Just Can't Stop Loving You"     | Songs by Michael Jackson or The Jackson 5 | Menos votados          |
| Final Showdown (Week 2) | "Purple Rain"                      | Contestants' choice                       | Saved by deadlock      |
| Semana 3                | "Summertime"                       | Big band                                  | Salva                  |
| Semana 4                | "No More Tears (Enough Is Enough)" | Disco                                     | Salva                  |
| Semana 5                | "My All"                           | Songs by Mariah Carey                     | Menos votados          |
| Final Showdown (Week 5) | "Knockin' On Heaven's Door"        | Contestants' choice                       | Salva pelos jurados    |
| Semana 6                | "Angels"                           | Best of British                           | Salva                  |
| Semana 7                | "Love Ain't Here Anymore"          | Songs by Take That                        | Salva                  |
| Semana 8                | "I Love Rock 'n' Roll"             | Songs by Britney Spears                   | Eliminada pelo público |
| Semana 8                | "Always"                           | American classics                         | Eliminada pelo público |

## Mira quién va a Eurovisión

### Apresentadora
| Apresentador            | Profissão                  |
| ----------------------- | -------------------------- |
| Espanha Anne Igartiburu | Apresentadora de Televisão |

### Juri
| Jurado                   | Ocupação                       |
| ------------------------ | ------------------------------ |
| Espanha David Bustamante | Cantor e compositor            |
| Espanha Merche           | Cantor e compositor            |
| Espanha Mónica Naranjo   | Cantor, compositor e produtora |

### Resultados do Mira quién va a Eurovisión
| Nº | Intérprete(s)    | Canção                     | Pts. Merche | Pts. David | Pts. Mónica | Total Jurado | Pts. Público | Posição | Total Pts. |
| -- | ---------------- | -------------------------- | ----------- | ---------- | ----------- | ------------ | ------------ | ------- | ---------- |
| 1  | Brequette Cassie | "Más (Run)"                | 12          | 12         | 12          | 36           | 30 (27,40%)  | 2       | 66         |
| 2  | La Dama          | "Estrella fugaz"           | 6           | 6          | 6           | 18           | 18 (6,93%)   | 5       | 36         |
| 3  | Ruth Lorenzo     | "Dancing in the Rain"      | 10          | 10         | 10          | 30           | 36 (30,97%)  | 1       | 66         |
| 4  | Jorge González   | "Aunque se acabe el mundo" | 8           | 8          | 8           | 24           | 24 (25,34%)  | 3       | 48         |
| 5  | Raúl             | "Seguir sin ti"            | 7           | 7          | 7           | 21           | 21 (9,36%)   | 4       | 42         |

## Discografía

### Álbuns de estúdio
| The Raspberry Pattern                                                                           | - Sem lançamento - Gravadora: Independente                              | — | — | — |
| Planeta Azul                                                                                    | - Álbum de estreia - Data de lançamento: 2014 - Gravadora: Roster Music | 1 | — | — |
| «—» indica que el álbum no consiguió entrar en la lista de éxitos o no fue lanzado en ese país. |                                                                         |   |   |   |

### Sencillos en solitario
| 2010 | «Eternity» (sencillo promocional) | —  | —  | — | — | Burn EP                  |
| 2011 | «Burn»                            | 16 | 12 | — | — | Burn EP                  |
| 2011 | «Burn» (Acoustic Version)         | —  | 63 | — | — | Burn EP                  |
| 2013 | «The Night»                       | —  | —  | — | — | The Night (Remixes) - EP |
| 2013 | «Love Is Dead»                    | —  | 59 | — | — | Love Is Dead EP          |
| 2013 | «Pain» (cara B)                   | —  | —  | — | — | Love Is Dead EP          |
| 2014 | «Dancing in the Rain»             | 7  | 1  | — | — | Planeta Azul             |
| «—» indica que la canción no consiguió entrar en la lista de éxitos o no fue lanzado en ese territorio. |                                   |    |    |   |   |                          |

### Colaboraciones
| 2008 | «Hero» (con los finalistas de The X Factor UK)  | — | — | 1 | 1 | Sencillo benéfico           |
| 2012 | «Fall to Fly» (con The Osmonds y Sophia Osmond) | — | — | — | — | Can't Get There Without You |
| «—» indica que la canción no consiguió entrar en la lista de éxitos o no fue lanzado en ese territorio. |                                                 |   |   |   |   |                             |

### Bandas sonoras
| Año  | Canción               | Película o serie                               |
| ---- | --------------------- | ---------------------------------------------- |
| 2010 | «Quiero ser valiente» | BSO de la serie Valientes (créditos de inicio) |
| 2010 | «Te puedo ver»        | BSO de la serie Valientes (créditos finales)   |

## Premios y nominaciones
| Año  | Categoría                                                                    | Premio      | Resultado |
| ---- | ---------------------------------------------------------------------------- | ----------- | --------- |
| 2008 | Mejor concursante en un reality show                                         | Digital Spy | Nominada  |
| 2008 | Mujer más sexy en un reality show                                            | Digital Spy | Nominada  |
| 2008 | Mejor momento en un reality show (por cantar «Purple Rain» en el Bottom Two) | Digital Spy | Nominada  |
| 2009 | Mejor sencillo británico (Finalistas del X Factor 2008 — «Hero»)             | Brit Awards | Nominada  |
| 2014 | Gala para elegir representante de España en el Festival de Eurovisión 2014   | MQVAE (TVE) | Ganadora  |

Predefinição:Sucesión